# NGC 138
NGC 138 là một thiên hà xoắn ốc trong chòm sao Song Ngư. Nó được phát hiện vào ngày 29 tháng 8 năm 1864 bởi Albert Marth.